# Wen Tzu-yun
Wen Tzu-yun (chinesisch 文姿云, Pinyin Wén Zīyún; * 29. September 1993 in Taipeh) ist eine taiwanische Karateka. Sie kämpft in der Gewichtsklasse bis 55 Kilogramm.

## Karriere
Wen Tzu-yun gewann bei den Asienmeisterschaften 2013 in Dubai ihre ersten Medaillen im Erwachsenenbereich, als sie im Einzel den zweiten und mit der Mannschaft den dritten Platz belegte. Bereits 2015 in Yokohama gelang ihr der erste Titelgewinn im Einzel. 2017 in Astana und 2018 in Amman wurde sie jeweils zum zweiten bzw. dritten Mal Asienmeisterin. Mit der Mannschaft sicherte sie sich außerdem 2017 die Silbermedaille. Ähnlich erfolgreich war Wen bei ihren Teilnahmen an den Asienspielen. So gewann sie 2014 in Incheon ebenso die Goldmedaille wie 2018 in Jakarta. Bei Weltmeisterschaften belegte sie sowohl 2016 in Linz als auch 2018 in Madrid im Einzel den dritten Platz. Dazwischen vertrat sie Taiwan bei den World Games 2017 in Breslau und schloss diese hinter Valeria Kumizaki auf Rang zwei ab.
Für die 2021 ausgetragenen Olympischen Spiele 2020 in Tokio qualifizierte sich Wen über die olympische Rangliste ihrer Gewichtsklasse. Die Gruppenphase überstand sie mit zwei Siegen in drei Kämpfen als Zweite und traf im Halbfinale auf Anschelika Terljuha, der sie mit 4:4 unterlag. Damit erhielt Wen automatisch die Bronzemedaille. Terljuha erhielt die Silbermedaille, nachdem sie im Finale Iwet Goranowa unterlegen war, die somit Olympiasiegerin wurde. Die zweite Bronzemedaille ging an Bettina Plank.